# Толкач, Владимир Сергеевич
Владимир Сергеевич Толкач (укр. Володимир Сергійович Толкач; род. 17 января 1959, Киев) — украинский дипломат. Чрезвычайный и Полномочный Посол Украины в Государстве Кувейт (2010—2019). Чрезвычайный и Полномочный Посол Украины в Республике Сербия (с 2021).

## Биография
Родился 17 января 1959 года в Киеве. В 1981 году окончил Киевский национальный университет им. Тараса Шевченко, инженер-гидрогеолог; 1988 — аспирантура на кафедре гидрогеологии и инженерной геологии Киевского национального университета им. Тараса Шевченко, кандидат геолого-минералогических наук; 1999 — Дипломатическая академия Украины при МИД Украины, магистр внешней политики.  Владеет украинским (родным), русским, английским и македонским языками.
В 1981—1984 годах — старший инженер Института геологических наук Академии наук УССР.
В 1988—1993 годах — ассистент кафедры гидрогеологии и инженерной геологии Киевского национального университета им. Тараса Шевченко.
В 1993—1994 годах — начальник отдела внешней дозиметрии управления дозиметрического контроля НПО «Припять».
В 1994—1996 годах — первый секретарь Управления стран СНГ Министерства иностранных дел Украины.
В 1996—1997 годах — советник по политическим вопросам урегулирования грузинско-осетинского конфликта главы миссии ОБСЕ в Грузии.
В 1999—2000 годах — советник отдела СНГ первого территориального управления МИД Украины.
В 2000—2001 годах — полевой помощник личного представителя действующего председателя ОБСЕ по вопросам урегулирования конфликта, который является предметом рассмотрения Минской конференцией ОБСЕ.
В 2001—2004 годах — советник Посольства, временный поверенный в делах Украины в Республике Македония.
В 2004—2009 годах — начальник отдела ОБСЕ Департамента ООН и других международных организаций МИД Украины.
В 2009—2010 годах — временный поверенный в делах Украины в Республике Ирак.
С 2 августа 2010 по 7 февраля 2019 года — Чрезвычайный и Полномочный Посол Украины в Государстве Кувейт.
С 13 декабря 2021 года — Чрезвычайный и Полномочный Посол Украины в Республике Сербия.

## Личная жизнь
Женат, имеет двух дочерей.

## Дипломатический ранг
- Чрезвычайный и Полномочный Посланник первого класса (2014)[5].
- Чрезвычайный и Полномочный Посол (2023)[6].